# André Jousseaume
André René Jousseaumé, född 27 juli 1894 i Yvré-l'Évêque, död 26 maj 1960 i Chantilly, var en fransk ryttare.
Jousseaume blev olympisk mästare i dressyr vid sommarspelen 1948 i London.